# Megacorporation

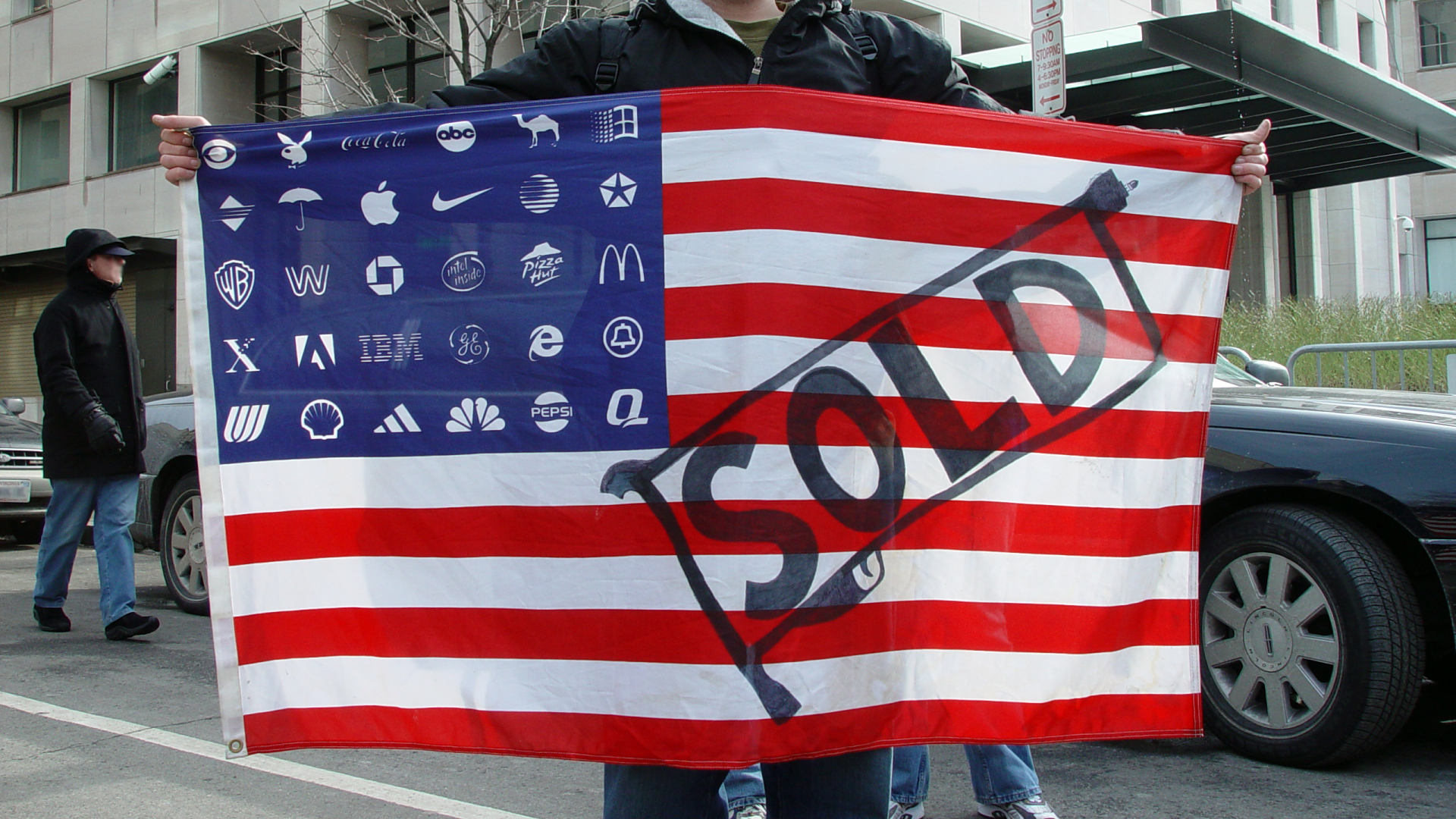
Ein Demonstrant hält die sog. „Corporate American Flag“, erstellt von der Firma „Adbuster“, während Bushs zweiter Inauguration in Washington D.C.
Sie gilt als Zeichen eines Staates, der von privaten Personen, Institutionen und vor allem Firmen regiert wird und sich diese auf Kosten, der Beherrschten bereichern.

Megacorporation (griech. μέγας: groß, corporation engl.: Unternehmen), im deutschen zum Teil auch Megakonzern genannt, bezeichnet ein meist historisches Unternehmen oder Unternehmenskonglomerat mit enormer Machtfülle. Typisch sind eine Monopolstellung sowie die Macht, Gesetze zu ignorieren, in ihrem Sinne zu verändern oder sie selbst zu verfassen. Die damit einhergehende Herrschaft wird als Corporatocracy bezeichnet.

## Historische Beispiele
Die Niederländische Ostindien-Kompanie, die erste Aktiengesellschaft der Welt, bekam vom damaligen niederländischen Staat Hoheitsrechte (zum Beispiel Kriegsführung und Festungsbau) und ein Handelsmonopol verliehen. Sie war viele Jahre der wohl mächtigste Konzern der Welt; in dieser geschichtlichen Phase begann eine europäische Hegemonie im Welthandel.
Die Britische Ostindien-Kompanie war eine Megacorporation: sie besaß eine Monopolstellung auf den Indienhandel und eine eigene Armee, erließ so genannte by-laws, hatte das Recht Krieg zu führen und Frieden zu schließen und war Lehnsherr von Bombay.

## Moderne Megacorporations
Hudson’s Bay Company war lange Zeit der größte Landbesitzer der Welt und besaß zeitweise über 15 % von Nordamerika, wo sie den Fellhandel kontrollierte. Obwohl die Staatsgewalt über das Gebiet nominell gemeinsam von den USA und Großbritannien entsprechend der anglo-amerikanischen Übereinkunft von 1818 ausgeübt wurde, hatte das Unternehmen enorme Macht, die Herrschaft praktisch zu unterlaufen. 1869 trat sie ihr Gebiet an Kanada ab und 1870 verlor sie ihr Handelsmonopol. Sie gilt heute als ältestes Unternehmen Amerikas.

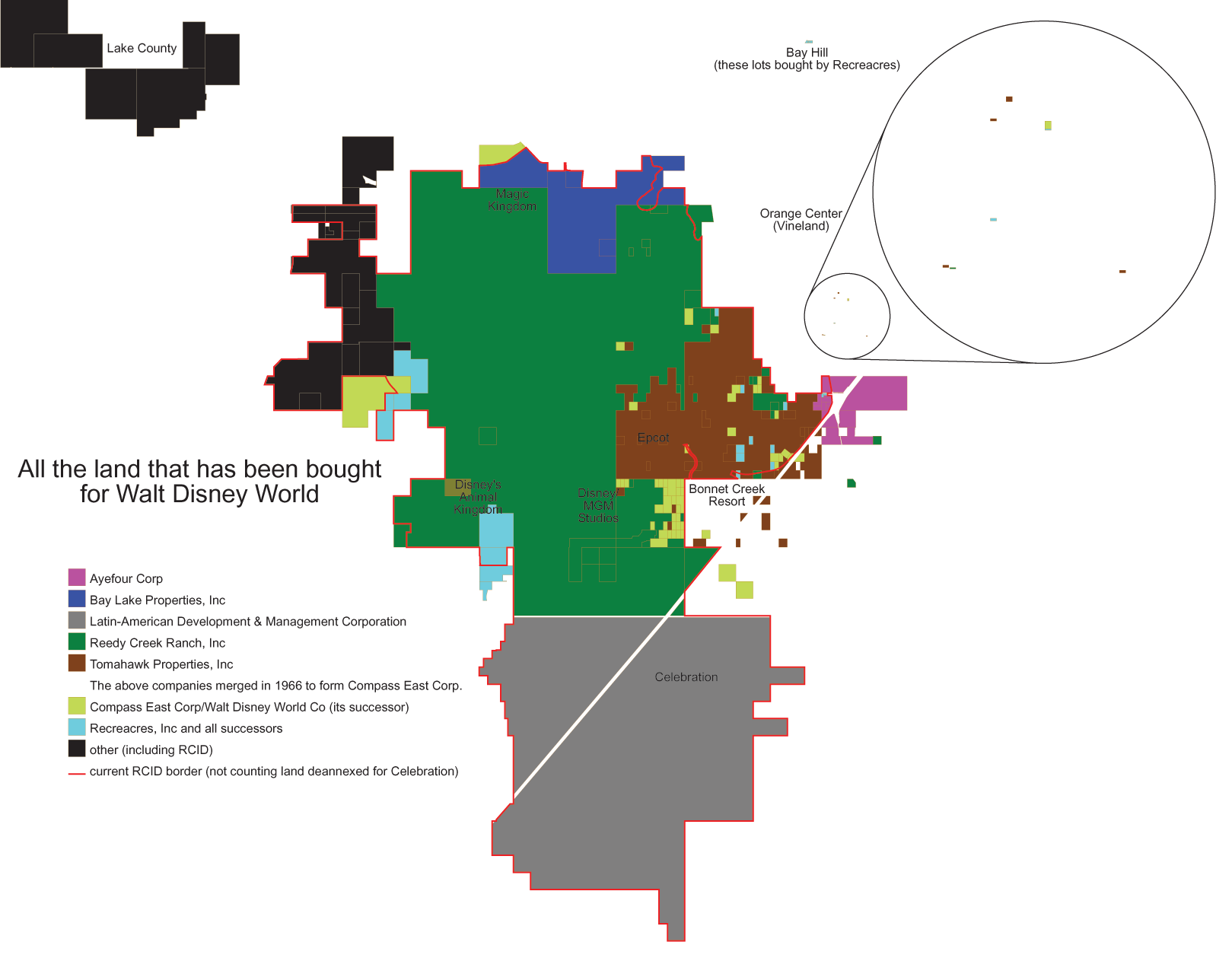
Der Reedy Creek Improvement District

The Walt Disney Company kaufte in den 1960er Jahren über diverse Briefkastenfirmen von Bauern ein größeres Gebiet in Florida. Governor Claude R. Kirk Junior richtete den ‚Reedy Creek Improvement District‘ ein, der dieses Land umfasst.
Regiert wird der Distrikt, der mehr Rechte als ein gewöhnlicher Distrikt hat, durch einen 5-köpfigen Rat der von den Landbesitzern (quasi ausschließlich Briefkastenfirmen von Disney) gewählt wird. Die Mitglieder, langjährige Führungskräfte des Unternehmens, besitzen jeweils fünf Acre Land – das einzige, das weder Disney gehört noch öffentliche Straße ist. Disney besitzt die Macht über den Bebauungsplan, Kraftwerke und die Feuerwehr zu verfügen. „Disney Safety and Security“ ist eine 800 Mann starke Ordnungstruppe, die teilweise polizeiliche Aufgaben wie die Verkehrsführung übernimmt. Verhaftungen und Vorladungen werden von der Florida Highway Patrol zusammen mit den Deputies von Orange County und den Sheriffs von Osceola County vorgenommen.

## Fiktionale Beispiele
- Megacorporations werden speziell in der dystopischen und der Cyberpunk-Literatur behandelt. William Gibson prägte den Begriff in seinem Roman Neuromancer.
- Das Thema wurde von Filmen wie zum Beispiel Träumen Androiden von elektrischen Schafen? (1968) und Metropolis (1927) aufgegriffen.
- In verschiedenen Pen-&-Paper-Rollenspielen mit Cyberpunk-Setting tauchen Megakonzerne auf. Eines der ersten war Shadowrun, in dem zehn Megakonzerne als Anteilseigner der Bank, die die Weltwährung stellt, zu Supermächten wurden und mit dem von ihnen geschaffenen Konzerngerichtshof de facto über der UN stehen. Ihre Macht erlaubte es ihnen die sogenannten Business Recognition Accords aufzustellen, die alle unterzeichneten Länder dazu verpflichtete, unter gewissen Voraussetzungen, Konzernen Exterritorialität zu gewähren.[2]